# Чемпионат СССР по классической борьбе 1933
4-й Чемпионат СССР по классической борьбе проходил в Минске с 12 по 16 июня 1933 года. В течение четырех лет после Всесоюзной спартакиады 1928 года первенство Советского Союза по борьбе не разыгрывалось.
За этот период сформировалось много первоклассных борцов. Произошла полная смена чемпионов. Соревнования проводились для восьми весовых категорий — была введена категория полусреднего веса. Всего выступили 72 борца из 13 городов.

## Медалисты
| Весовая категория | Золото                               | Серебро                            | Бронза                        |
| ----------------- | ------------------------------------ | ---------------------------------- | ----------------------------- |
| Наилегчайший вес  | Василий Люляков Москва               | Саркис Варданян Ереван             | Кржановский Харьков           |
| Легчайший вес     | Александр Сиротин Киев               | Григорий Серганский Ростов-на-Дону | Александр Борзов Москва       |
| Полулёгкий вес    | Николай Баскаков Москва              | Борис Люляков Москва               | А. Ковтун Харьков             |
| Лёгкий вес        | Владимир Иванов Москва               | Михаил Мисюра Харьков              | С. Столяров Горький           |
| Полусредний вес   | Алексей Катулин Москва               | Иванов Горький                     | Николай Шигаев Ростов-на-Дону |
| Средний вес       | Сергей Золотов Ленинград             | П. Денисов Баку                    | Василий Бровченко Москва      |
| Полутяжёлый вес   | Григорий Пыльнов Москва              | О. Кари Петрозаводск               | Г. Греков Ростов-на-Дону      |
| Тяжёлый вес       | Александр Пустынников Ростов-на-Дону | Арон Ганжа Киев                    | Александр Казанский Москва    |